# Брандталер
Брандталер (нем. Brandtaler от нем. Brand — пожар) — название монеты талерового типа, отчеканенной в честь успешной обороны города Торн (современное название — Торунь) от шведского войска в 1629 году во время Тридцатилетней войны.
Аверс содержит вид реки Висла с одиннадцатью кораблями и охваченного пожаром города, откуда монета и получила своё название. Круговая надпись «FIDES. ET. CONSTANTIA. PER. IGNEM. PROBATA.» в вольном переводе с латыни обозначает «Вера и постоянство доказаны через огонь». На реверсе вверху поля два ангела держат щит с городским гербом. В центре надпись: «.THORVNIA./ HOSTILITER. OPPUGNATA/ .ET. DEI. O. AUXILIO./ FORTR. A. CIVIB. DEFENSA/ .XVI. FEBR./ ANNO/ .M. DC. XXIX», что обозначает «Атакованный врагом Торн был защищён жителями и Богом 16 февраля 1629 года.».
В каталоге Краузе приводится пять разновидностей брандталера, имеющих определённые различия. Имеются также оттиски золотых монет номиналом в 5 и 10 дукатов со сходным изображением.
По своей сути они являлись рейхсталерами, которые согласно аугсбургскому монетному уставу должны были содержать 1⁄9 кёльнской марки чистого серебра. Это соответствовало 29,23 г серебра 889 пробы, или 25,98 г чистого серебра.